# Pivô (basquete)
Pivô (português brasileiro) ou poste (português europeu) também conhecida em português como 'Posição 5' e em inglês como center, é o jogador de basquete que fica mais próximo a cesta, equivalendo levemente ao zagueiro do futebol, por suas importantes funções defensivas. Normalmente, o pivô é o jogador mais alto e forte do time, precisando ter grande resistência física e massa corporal, para aguentar trombar com outros jogadores o tempo inteiro. Porém, como o basquete só tem 5 jogadores, a força física e altura dos pivôs são convertidos em força de ataque, e é normal que os pivôs se tornem grandes pontuadores também. Alguns dos maiores nomes da história do basquete na posição são: Kareem Abdul-Jabbar, Patrick Ewing, Moses Malone, Shaquille O'Neal, Wilt Chamberlain, Bill Russell, Bill Walton, Wes Unseld, Hakeem Olajuwon e David Robinson. 

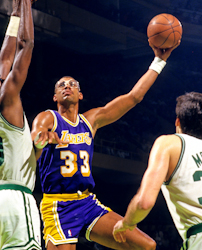
O lendário pivô Kareem Abdul-Jabbar realizando sua jogada-assinatura, o gancho.

Hoje em dia, os pivôs da NBA têm enorme destaque. Valem mencionar Joel Embiid e Nikola Jokić, ambos eleitos MVP, e Rudy Gobert, três vezes jogador defensivo do ano.
É frequente duas pessoas jogarem como pivô ao mesmo tempo, ou seja, em um jogo temos dois pivôs, o que joga mais em cima (que no ataque fica mais ou menos na linha do lance livre) e o de baixo (que fica perto da cesta na lateral do garrafão).
O pivô de cima tem que fazer corta-luz no armador, quando está atacando, ou seja, bloquear o armador do time adversário para o armador do seu time poder entrar no garrafão e tentar fazer a cesta ou passar a bola para o pivô de baixo ou algum ala. Exceto em algumas jogadas, que são criadas pelo time.

## Funções
Se a bola for passada para o ala que está do seu lado, ele tem que abrir um pouco para a lateral da quadra para tentar receber a bola, já se o armador passar a bola para o pivô de cima, o pivô de baixo vai ter que cruzar o garrafão, e então tentar receber a bola do pivô de cima para arremessar ou fazer bandeja.
Normalmente este jogador é alto e forte para poder retirar a bola ao atacante.
Já se a bola for passada para o ala do lado contrário em que o pivô de baixo está, o pivô terá que subir em cima do garrafão, mais para o lado em que a bola for passada, enquanto o pivô de cima vai descer. Normalmente os pivôs são os jogadores mais altos e mais "fortes" do time, assim ele pode subir e fazer a cesta com mais facilidade.